# Tiszttartó Tibor
Tiszttartó Tibor (Veszprém, 1941. október 6. – Veszprém, 2021. január 19.) magyar vívó, vívómester.

## Pályafutása
A Veszprémi Lombik, a Veszprémi Haladás-Petőfi, majd a Veszprémi Vegyész vívója volt. Vívóként a vidékbajnokságokon ért el dobogós helyezéseket.
1964-től vívóedző volt Veszprémben. 1968-ban szerzett edzői diplomát. 1977-től három évig a mexikói válogatott mellett dolgozott. 1988-tól az iraki válogatott edzője lett. Később dolgozott Szaúd-Arábiában és Németországban. Tagja volt a Magyar Vívó Szövetség edzőbizottságának. Legeredményesebb neveltjei az olimpiai bronzérmes Kovács Edit és Király Hajnalka.

## Díjai, elismerései
- Veszprém Városért – Pro Urbe (2015)